# Linaria kulabensis
Linaria kulabensis là một loài thực vật có hoa trong họ Mã đề. Loài này được B. Fedtsch. mô tả khoa học đầu tiên năm 1912.